# Operación Dunhammer
La Operación Dunhammer fue una investigación interna llevada a cabo por el Servicio de Inteligencia y Defensa Danés (FE) que concluyó que dicho organismo trabajó en conjunto con la Agencia de Seguridad Nacional (NSA) estadounidense para el espionaje de políticos, oficiales gubernamentales y entidades gubernamentales en la propia Dinamarca, además de Alemania, Francia, Suecia y Noruega.
Durante el transcurso de la investigación todo el liderazgo de la FE renunció, incluido Thomas Ahrenkie, director del organismo.

## Informe
Tras las revelaciones de Edward Snowden, el gobierno danés encargó a destacados expertos en TI que investigaran hasta qué punto la inteligencia danesa ayudó a la Agencia de Seguridad Nacional a espiar a jefes de Estado y políticos extranjeros. El resultado fue el informe denominado «Operación Dunhammer», que finalizó el 15 de mayo de 2021. Esto reveló que la FE cooperaba con la NSA y que esta última utilizaba esta cooperación para espiar a políticos de los países vecinos a través de cables submarinos de Internet. Entre las víctimas de la vigilancia se encuentran altos políticos de Alemania, entre ellos la canciller Angela Merkel, el líder de la oposición Peer Steinbrück y el ministro de Asuntos Exteriores Frank-Walter Steinmeier, así como políticos de Suecia, Noruega y Francia. La estación Sandagergård se utilizó, entre otras cosas, para escuchar. Según fuentes de inteligencia de la emisora danesa DR, la NSA y la FE danesa utilizaron el software espía XKeyscore para vigilar a los políticos europeos.
Además de espiar a los vecinos, la FE también ayudó a espiar a sus propios políticos y viceversa, incluido el Ministerio de Hacienda y Asuntos Exteriores. Además, también se espiaba a las industrias danesas; en particular, la FE ayudó a espiar a los fabricantes de armas daneses.

### Tilsynet med Efterretningstjenester
Tilsynet med Efterretningstjenester es un organismo supervisor danés independiente cuyo personal es seleccionado por el ministro de Justicia. Su trabajo consiste en controlar los servicios secretos e investigar si respetan las leyes aplicables. En noviembre de 2019, iniciaron una investigación sobre la inteligencia militar danesa después de que varios denunciantes les filtraran material al que el organismo de control no tenía acceso ni conocimiento previo. Presentaron sus resultados, que constaban de cuatro volúmenes, al Ministro de Defensa en agosto de 2020. En un comunicado de prensa informaron al público sobre los hallazgos no clasificados: Había evidencia de que «la dirección de la FE no investigó ni investigó más a fondo los indicios de espionaje dentro del Ministerio de Defensa» y que la FE «inició actividades operativas en violación de Derecho danés». La FE «ocultó información importante y material» a la autoridad de control con respecto a la adquisición y difusión de información por parte del servicio.

## Periodismo
El informe secreto «Operación Dunhammer» salió a la luz a finales de mayo de 2021 gracias a una colaboración internacional entre Dänischer Rundfunk (DR), NDR, WDR, Süddeutscher Zeitung, SVT, NRK y Le Monde. La Sociedad Danesa de Radiodifusión fue la principal responsable de la investigación. A lo largo de meses habló con nueve denunciantes, quienes confirmaron de forma independiente el contenido secreto del documento. Dado que sólo unas pocas personas conocen el contenido del informe, las fuentes sólo hablaron de forma anónima. El equipo editorial conoce las identidades de los denunciantes anónimos.

## Reacciones

### Noruega y Suecia
Los ministros de Defensa de Noruega y Suecia exigieron una explicación exhaustiva a la actual ministra de Defensa danesa, Trine Bramsen: «Exigimos estar plenamente informados sobre los asuntos que afectan a los ciudadanos, empresas e intereses suecos. Y luego tendremos que ver cuál es la respuesta del lado político en Dinamarca», dijo el ministro de Defensa sueco, Peter Hultqvist. Según el ministro de Defensa noruego, Suecia y Noruega han discutido juntos el incidente y se lo tomaron muy en serio. El ministro sueco también se puso en contacto con Francia y Alemania, países que también fueron víctimas de espionaje. Además, ha exigido respuestas al gobierno estadounidense.

### Dinamarca
La FE, la Agencia de Seguridad Nacional y Tilsynet med Efterretningstjenester no quisieron hacer comentarios sobre el caso. La ministra de Defensa danesa, Trine Bramsen, dijo en una respuesta escrita que era completamente inaceptable monitorear sistemáticamente a los aliados cercanos. Sin embargo, no quiso comentar sobre el caso concreto y la «especulación» en los medios. Según una investigación de Danmarks Radio, ella conocía la vigilancia de los aliados daneses desde agosto de 2020, cuando recibió un informe de cuatro volúmenes sobre el espionaje sistemático por parte de aliados con ayuda danesa.

## Consecuencias
El gobierno danés inició una investigación para determinar si se transmitieron datos de ciudadanos daneses, si la FE ocultó información importante al organismo de control, y si procesó ilegalmente datos sobre alguna persona en el organismo de control, así como en qué medida se informó a los ministros de defensa.
Después de que el ministro de Defensa danés Trine Bramsen fuese informado del espionaje, fueron suspendidos Thomas Ahrenkie, director de la FE, junto con tres oficiales más.